# 厄爾 (阿肯色州)
厄爾（英語：Earle）是一個位於美國阿肯色州克里坦登縣的城市。

## 地理
厄爾的座標為35°16′13″N 90°27′53″W / 35.27028°N 90.46472°W，而該地的平均海拔高度為63米（即207英尺）。

## 人口
根據2020年美國人口普查的數據，厄爾的面積為8.41平方千米，當中陸地面積為8.41平方千米，而水域面積為0.00平方千米。當地共有人口1831人，而人口密度為每平方千米217人。